# Moina Mathers

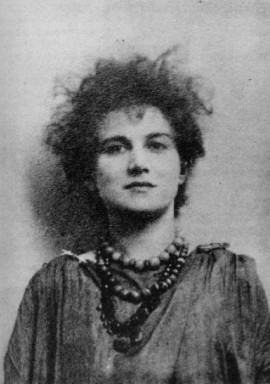
Moina Mathers, um 1887

Moina Mathers (* 28. Februar 1865 in Genf; † 25. Juli 1928 in London; gebürtig Mina Bergson) war eine englische Künstlerin, Kabbalistin, Okkultistin und Rosenkreuzerin. Sie war die Schwester des französischen Philosophen und Literatur-Nobelpreisträgers Henri Bergson und gemeinsam mit ihrem Ehemann Samuel Liddell „MacGregor“ Mathers eine der führenden Personen der magischen Geheimbünde Hermetic Order of the Golden Dawn und der Nachfolgevereinigung Alpha et Omega.

## Leben und Wirken
Mina Bergson war das vierte von sieben Kindern des polnischstämmigen jüdischen Komponisten Michał Bergson. Auf der Flucht vor dem zunehmenden Antisemitismus reiste die Familie quer durch Europa. Als das Mädchen zwei Jahre alt war, ließen sich die Bergsons in Paris nieder. Der Vater Michel Gabriel Bergson war ein Musikprofessor und Komponist, der etwas Erfolg mit den Opern Louisa de Montfort und Salvator Rosa hatte. Die Mutter, Katherine Levison, soll spiritistische Fähigkeiten gehabt haben, die sie an ihre Tochter weitergegeben haben soll. Der ältere Bruder Henri war ein Eliteschüler an der École normale supérieure und wurde später als Professor an der Universität von Paris hauptsächlich durch philosophische Schriften bekannt.
1873 zog die Familie nach London. Mina entwickelte sich bald zu einer talentierten Künstlerin. Mit 15 Jahren besuchte sie die Slade School of Fine Art in London, eine renommierte Kunstschule, die sich bevorzugt der künstlerischen Förderung junger Frauen widmete. An der Slade School erhielt Moina vier Auszeichnungen für ihre Zeichnungen sowie ein Stipendium. Zu dieser Zeit freundete sie sich mit Annie Horniman an, die später an der Finanzierung des Hermetic Order of the Golden Dawn beteiligt war.

### Samuel L. MacGregor Mathers und Golden Dawn

Samuel L. MacGregor Mathers in jungen Jahren

Während ihres Studiums am Britischen Museum 1887 lernte Mina Bergson ihren späteren Ehemann und spirituellen Partner Samuel Liddell MacGregor Mathers kennen. Zu dieser Zeit befassten sich beide mit altägyptischer Kunst und ägyptischer Mythologie. Ein Jahr später gründete MacGregor Mathers den Isis-Urania Temple of the Hermetic Order of the Golden Dawn („Isis-Urania Tempel des hermetischen Orden der goldenen Morgendämmerung“), kurz „Golden Dawn“ oder HOGD, der zu einem der einflussreichsten westlichen okkulten Geheimbünde wurde. Im März 1888 wurde Mina initiiert. Als persönliches magisches Motto wählte sie das lateinische Vestigia Nulla Retrorsum (VNR), was so viel bedeutet wie „Keine Spuren Rückwärts“. 1890 heiratete sie MacGregor Mathers und aus Mina Bergson wurde Moina Mathers. „Moina“ wählte sie vermutlich aufgrund der keltisch-mythischen Anmutung und um der Vorliebe ihres Gemahls für das Schottische zu entsprechen. Auch unterstützte sie MacGregor Mathers bei dessen politischem Engagement zur Wiedererlangung der schottischen Unabhängigkeit vom Vereinigten Königreich. In der okkulten Partnerschaft wurde MacGregor Mathers zum „Erwecker der Geister“ und Moina zur „hellseherischen Prophetin“, der Künstlerin, die ihren Ehemann „zu erwecken“ vermochte. Angeblich sollen sie ihre ungewöhnliche Partnerschaft als ausschließlich spirituellen und rituell reinen Bund geführt haben, denn mit dem Ehegelübde hatten sie sich geschworen, dem sexuellen Akt miteinander zu entsagen. Jedenfalls entstammten der Ehe keine Kinder. Für Moinas weiteres Leben wurden MacGregor Mathers und der Orden zur einzigen Bestimmung. Sie glaubte, sie teile sich die Seele mit ihrem Ehemann, und betrieb dies bis zur Selbstaufopferung: So gab sie den Traum von einer eigenen Karriere als Künstlerin auf und widmete ihr Talent ausschließlich dem „Göttlichen Licht“ zum Wohl des Ordens. Die meiste Zeit befasste sie sich mit magischen Riten, der Anbetung verschiedener heidnischer Gottheiten und der metaphysischen Kommunikation. Für die Ordensgemeinschaft galt sie als Hohepriesterin und Personifikation der ägyptischen Göttin Isis. Eine ihrer Hauptaufgaben war die Gestaltung der Insignien, Regalien und magischen Symbolik des Ordens sowie die Einrichtung seiner Tempel in London und Paris, wobei sie fast ständig auf Reisen war. Moina Mathers entwarf unter anderem zahlreiche magische Diagramme, Pentagramme, Schmuckelemente, Symbole und Tarotkarten.

### Alpha et Omega

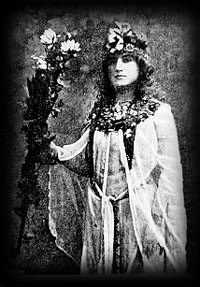
Moina Mathers während der Aufführung der „Riten zu Ehren der Isis“, Paris 1899

Zu ihren bemerkenswertesten Arbeiten zählen die Farbsymbolik des Ordens sowie die Gewölbemalereien in den Tempeln. Unter der Anleitung von Samuel MacGregor Mathers gestaltete sie die Ordenstempel Isis Urania, Ahathor und schließlich Alpha et Omega. Moina Mathers trug jedoch nicht nur zur künstlerischen Ausgestaltung des Golden Dawn und seiner Nebenorganisationen bei: Gemeinsam mit ihrem Ehemann trat sie außerdem als begabtes und vielsprachiges Medium auf, schließlich sprach sie fließend Deutsch, Englisch und Französisch. 1892 zogen die Mathers nach Paris, wo sie zwei Jahre später Ahathoor Temple gründeten. Im März 1899 führten sie am Pariser Theatre Bodiniere ihre „Riten zu Ehren der Isis“ auf. Die Aufführung fand großen Zuspruch in den okkulten Kreisen der Seine-Metropole. In der Folgezeit pendelte das Paar zwischen Paris und London. Der genaue Aufenthalt der Mathers in dieser Zeit ist weitgehend unbekannt. Um die Jahrhundertwende kam es zu Schismen im HOGD und 1904 zu einem Streit zwischen MacGregor Mathers und Aleister Crowley um die Oberhand im Orden, wobei angeblich auch „magische Angriffe“ im Spiel gewesen sein sollen. Um 1912 gingen die Mathers nach Paris zurück. Im November 1918 starb Samuel L. MacGregor Mathers in Paris vermutlich an den Folgen der spanischen Grippe. Moina hingegen war überzeugt, ihr Mann sei aufgrund seines langjährigen Kontakts mit den „Secret Chiefs“, kosmischen Überwesen der Astralebene, so entkräftet gewesen, dass er starb.
1919 kehrte Moina nach London zurück. Sie übernahm nun zusammen mit Edmund Berridge und William Brodie-Innes die Führung des Golden Dawn und etablierte erfolgreich die Alpha et Omega Lodge, der sie die folgenden neun Jahre vorsaß. Ab den 1920er Jahren löste sich Golden Dawn langsam in Splittergruppen auf, so gründete beispielsweise Paul Foster Case in den USA den Orden Builders of the Adytum nach dem Vorbild des HOGD. Case soll zuvor von Moina Mathers aus dem HOGD ausgeschlossen worden sein. In der Folgezeit fürchtete sich Moina zunehmend vor magischen Angriffen ihrer Konkurrenten, außerdem soll sie mit einem ominösen „Frater X“ in Kontakt gestanden haben, worüber es zu Diskrepanzen mit weiteren Ordensmitgliedern, wie beispielsweise Dion Fortune, kam.

### Späte Jahre
Über Moina Mathers’ weiteres Privatleben ist wenig bekannt. In späteren Jahren soll sie unter großen finanziellen Problemen gelitten haben. In der Hoffnung, wieder künstlerisch tätig werden zu können, nahm sie die Porträtmalerei, die sie bereits in ihrer Studienzeit in Paris betrieben hatte, wieder auf. Sie war jedoch als Malerin wenig erfolgreich. Kritische Stimmen behaupteten, Moinas künstlerische Begabung sei durch ihre okkulte Arbeit zerstört worden. Zur 1926 erschienenen Zweitauflage von Samuel L. MacGregor Mathers’ Übersetzung von Knorr von Rosenroths Kabbala Denudata verfasste sie das Vorwort. Ab dem Jahr 1927 verschlechterte sich Moina Mathers’ Gesundheitszustand drastisch; außerdem war sie der Meinung, dass die „Secret Chiefs“ nun auch nach ihr riefen, und so verweigerte sie zum Zweck der spirituellen Reinigung jegliche Nahrungsaufnahme. Am 25. Juli 1928 verstarb sie im St. Mary Abotts Hospital in London.
Postum wurde Moina Mathers 1929 von ihrer Rivalin Dion Fortune des „psychischen Mordes aus dem Jenseits“ bezichtigt und für den mysteriösen Tod der Netta Fornario verantwortlich gemacht, der angeblich durch schwarze Magie evoziert worden war. Netta Fornario war eine frühere Adeptin von Moina Mathers, Mitglied von Alpha et Omega und eine Freundin von Dion Fortune. Ihre unbekleidete Leiche wurde 1929 auf der Hebrideninsel Iona aufgefunden. Die Umstände ihres Todes wurden nie eindeutig geklärt.